# Хронологія історії Зеленого Клину
Хронологія історії Зеленого Клину — детальний опис всіх історичних фактів пов'язаних з українцями на території Зеленого Клину.

## Перші українські переселенці
| Роки         | Події |
| ------------ | --- |
| 1765—1785    | На Камчатці опинились учасники гайдамацького руху (Коліївщини), які були заслані сюди царським урядом. Це були перші відомі українці на Далекому сході. Тут із них та якутських козаків було утворено камчатське козацтво, яке згодом зазнало значної метисації з місцевим тубільним населенням, унаслідок чого на початку ХХ століття лише наявність у мові камчатських козаків окремих українських слів свідчила про їх українське проходження. |
| Квітень 1771 | У Большерецьку, тодішній столиці Камчатки, під проводом українців боцмана Серегородського, М. Беньовського і засланця Тимофія Семененка почалось антиросійське повстання. |
| 1860—1861    | Перші українці — вихідці з Полтавської губернії пересуваючись валками через весь Сибір прибувають на терен Амурської області. |
| 1863         | Вихідцями з Полтавської губернії на Амурщині поблизу річки Білої (Голубої) було засновано перше українське село – Троїцьке. |
| 1864         | Вихідцями з Полтавської губернії на Амурщині поблизу річки Білої (Голубої) були засновані села: Середнєбільське та Новотроїцьке. |
| 1880—1883    | Населення Зеленого Клину становить 100,000 осіб, серед поселенців українці складали 27,7%. |

## Початок масового українського заселення
| Роки              | Події |
| ----------------- | --- |
| 13—20 квітня 1883 | До Владивостоку із Одеси прибули перші два пароплави, на яких знаходилося 1,5 тисячі селян-переселенців (відповідно 724 та 780 осіб), що походили з Суразького, Чернігівського, Сосницького та Мглинского повітів Чернігівської губернії. Вони заснували в Приморщині села: Іванівка, Жарикове, Григорівка, Павлівка, Борисівка, Воздвиженка, Миколаївка, Майхинське, Попова Гора. |
| 1890-ті           | Українці почали прибувати до Маньчжурії на будівництво Східно-Китайської залізниці. Велика група українців приїхала туди з будівництва Закаспійської залізниці у Туркестані. |
| 1898              | По закінченню робіт з будівництва Східно-Китайської залізниці більшість українців залишилися працювати тут залізничниками, створивши поселення у Харбіні, Мукдені, Дайрені, Кіріні. |

## Формування українського національного руху
| Роки           | Події |
| -------------- | --- |
| Грудень 1893   | У Владивостоці, при місцевому Товаристві народних читань засновано перший український хор. |
| 1906           | Відбулась перша спроба створення національного об'єднання «Просвіта» у Микольську-Уссурійському, яка зазнала невдачі.                                                                                     |
| 1907           | У Микольську-Уссурійському проводяться заходи що до налагодження видання газети «Молода Україна». |
| Осінь 1907     | У Владивостоці заснована Владивостоцька студентська Українська Громада (голова – Кость Андрущенко, секретар – Борис Воблий).                                                                              |
| 7 грудня 1907  | В Харбіні було засновано Український клуб, при якому діяли бібліотека, театральний гурток на чолі з актором Українцевим, хор під керівництвом диригента Машина.                                           |
| 1909           | Українці Зеленого Клину починають регулярно відзначати Шевченківські дні. |
| 1909           | За наказом міністра народної освіти російської імперії закрито «Українську студентську громаду» у Владивостоці.                                                                                           |
| 1909           | У Владивостоці утворився підпільний Український гурток (керівники – Іван Мостипан, Іван Антонюк, Юрій Глушко-Мова).                                                                                       |
| 9 лютого 1910  | В Микольську-Уссурійську було створено товариство «Просвіта» (засновники – Йосип Переверзєв-Розсуда, Сергій Ніжинецький, Петро Хоменко та інші), якому було відмовлено в офіційній реєстрації.            |
| 1911           | У Олександрівську на Сахаліні діє український аматорський театральний гурток, який був створений Б. Воблим.                                                                                               |
| 1911           | У Благовіщенську створений Український клуб (організатори й керівники – Лукʼян Глибоцький, М. Мацюк, О. Грищенко, Л. Шаля, д-р Підгаєцький).                                                              |
| 1913           | Населення Зеленого Клину становить 940,000 осіб, українці складають 60–80% від всіх мешканців території.                                                                                                  |
| 1914-1915      | Харбінський український клуб організував збір коштів і пересилку їх до Києва та Петербурґа для допомоги українцям, потерпілим від бойових дій.                                                            |
| 9 березня 1916 | Було зроблено спробу легалізувати українське громадське життя у Владивостоці шляхом створення Владивостоцького українського громадського благодійного зібрання, однак влада не дозволила його реєстрації. |
| 1916           | При Харбінському українському клубі відкрито першу на Далекому сході українську початкову школу. |

## Державотворення
| Роки                      | Події |
| ------------------------- | --- |
| 25 березня 1917           | У Владивостоці постала перша українська «Громада», очолив яку полковник Федір Стешко. До громади одразу записалось 1,5 тисячі українців, серед них — чимало військових. |
| 25 березня 1917           | У Владивостоці створено Товариство «Просвіта», яке очолив Юрій Глушко-Мова. |
| Квітень 1917              | Українські громади були створені у Хабаровську, Благовіщенську, Свободному, Імані, Микольську-Уссурійському, Харбіні та інших містах та селах Далекого Сходу, де компактно проживали українці. |
| 1917                      | На пожертви українців Маньчжурії у Харбіні був зведений Український Народний Дім. Там працювали школа, гімназія, «Просвіта», кооператив «Згода», музичні гуртки, діяла українська православна парафія Святої Покрови, з листопада видавався тижневик «Засів». |
| 30 квітня 1917            | У Владивостоці почав виходити перший на Далекому Сході український часопис «Українець на Зеленому Клині». |
| Весна 1917                | Виникнення Української військової ради амурської флотилії. |
| 1 травня 1917             | У місті Владивосток вояки місцевого гарнізону разом з цивільним населенням під синьо-жовтими прапорами взяли участь у масовій демонстрації. А згодом заходами вояків-українців у місті було проведено українське військове віче, на якому з промовою виступили сотник К. Андруженко та полковник Федір Стешко. |
| 24 червня 1917            | У Микольську-Уссурійському відбувається Перший загальний всеукраїнський з'їзд діячів і громадянства Далекого Сходу. Ініціатором скликання його стала Далекосхідна вчительська спілка, головою якої був Онисим Ступак. |
| Червень 1917              | Створено перший виконавчий орган нової держави — Тимчасовий Далекосхідній Український Крайовий Комітет який очолив Онисим Ступак, до складу комітету також увійшли: П. Василенко, Прокопця, І. Ігнатенко і Онисій Попович. Цей комітет мав наладити справи та скликати у швидкому часі Другий з'їзд. |
| 4 липня 1917              | У владивостоцькому гарнізоні, де українці складали до двох третин особового складу, за допомогою місцевої громади на загальних зборах вояків 8-ї сотні 4-го фортечного гарматного полку та 1-ї сотні 2-го фортечного гарматного полку було ухвалено утворити зі свого складу 1-у та 2-у українські сотні. |
| 7 липня 1917              | У Благовіщенську відбулися збори вояків-українців місцевої залоги (голова – Я. Ситницький), на яких було вирішено організувати окрему українську військову частину. |
| 9 липня 1917              | У Владивостоці вояки-українці 11-ї сотні ще одного з гарматних полків оголосили себе 3-ю українською сотнею. |
| 16 липня 1917             | В Харбіні відбувся загальний з'їзд делегатів, на якому була створена Маньчжурська Українська Окружна Рада, на чолі з лікарем штабу військ І. Модзалевським. При Раді, яка розміщувалась в будинку головного штабу, була заснована військова секція на чолі з ад'ютантом штабу 2-го відділу Кордонної сторожі поручником Петром Твердовським. |
| Літо 1917                 | У Владивостоці було сформовано 8 українських сотень та дев’ята перебувала у стані формування. |
| Літо 1917                 | В Харбіні на кошти українських громад Маньчжурії було створено дві сотні: Перша українська сотня імені Тараса Шевченка та Друга — сформована на станції Хайлар. |
| Серпень 1917              | Активний громадський діяч Г. Живаго виступив з відозвою про потребу створення в Маньчжурії українського військового куреня з метою відправки його в Україну на захист Центральної Ради. |
| Вересень 1917             | Наказом військового міністра Тимчасового Уряду формування в Приамурській військовій окрузі українських підрозділів було категорично заборонено. |
| Листопад 1917             | В Маньчжурії були створені два окремих українських куреня (близько 1000 осіб). Після формування ці війська взяли під контроль Харбін і Далекосхідну залізницю. |
| 10 грудня 1917            | Маньчжурська Українська Окружна Рада влаштувала урочистий вечір, присвячений проголошенню УНР, у якому взяло участь близько тисячі осіб. |
| Кінець грудня 1917        | Влада Маньчжурії повністю перейшла до Китаю, українські маньчжурські підрозділи були відправлені в УНР допомагати у війні проти російських більшовиків. |
| 4 січня 1918              | В Хабаровську відбувається Другий Всеукраїнський з'їзд, прибуло багато селян, що цікавилися справою переселення на Україну. Це були ті селяни, які — або оселилися на неродючій чи взагалі непридатній для хліборобства землі, або стужилися за рідним краєм. Тому й обговорювали на цьому З'їзді справу переселення на Україну та різні сільськогосподарські справи. Для зв'язку з Україною й захисту інтересів місцевих селян, що бажали повернути туди, ухвалив З'їзд послати своїх делегатів до Києва. В кінці вибрано й новий Тимчасовий Комітет, до якого ввійшли: Гордій Мелашич, Гаврило Кириченко-Могила і Я. Кушнаренко. |
| 7 квітня 1918             | В Хабаровську відбувається Третій Всеукраїнський з'їзд, на якому було прийнято рішення про створення Української держави на Тихому океані та приступити до формування Української армії Зеленого Клину. |
| 12 квітня 1918            | У Хабаровську створений Український Далекосхідній Секретаріат — виконавчий орган Української Далекосхідної Крайової Ради, який замінив собою Тимчасовий Далекосхідній Український Крайовий Комітет, та взяв на себе всі його функції. |
| Квітень 1918              | Утворення і затвердження 10 Українських Далекосхідних Окружних Рад. |
| Кінець травня 1918        | В Київ прибула направлена з Харбіна делегація Манджурської Української Окружної Ради на чолі з Петром Твердовським. Після приїзду Твердовський відвідав міністра закордонних справ Української Держави Дмитра Дорошенка й подав доповідь про положення на Далекому Сході. Також він вимагав визнати далекосхідній Зелений Клин частиною України. |
| Серпень 1918              | Петро Твердовський повернувся з Києва до Харбіна, призначений Павлом Скоропадським генеральним консулом Української Народної Республік на Далекому Сході та в Маньчжурії. |
| Жовтень 1918              | Начальником для формування українських військових частин у Владивостоці призначений осавул Олексій Харченко. |
| Жовтень 1918              | Верховним командиром для формування українських загонів самооборони у Читі Забайкальська Українська Окружна Рада призначила полковника Леоніда Слищенка. |
| 24 жовтня 1918            | У Владивостоці відбувається Четвертий «Надзвичайний» Всеукраїнський з’їзд. З'їзд виробив проєкт конституції українства Далекого Сходу й виніс рішучу ухвалу про створення українського війська. |
| Жовтень 1918              | Зустріч Петра Твердовського з представником Вищого міжсоюзного командування та головнокомандувачем союзних військ у Сибіру та на Далекому Сході французьким генералом Морісом Жаненом, який підтримав створення українського далекосхідного війська. Однак уряд Франції поставився до цієї ідеї стримано і наказав Жанену не порушувати цього питання. |
| Жовтень 1918              | У Владивостоці вдалося сформувати перший Український полк імені Тараса Шевченка, але через брак амуніції полк не мав озброєння. |
| Листопад 1918             | Розпочала свою роботу Перша сесія Крайової Ради. У ній взяли участь представники тільки Владивостоцької, Іманської та Маньчжурської округ. Секретаріат доповів сесії про те, що було зроблено за минулий час i що він «вважає потрібним чинити українству надалі». |
| Грудень 1918              | Українське Далекосхідне Незалежне Військо чисельністю понад 5 тисяч осіб на залізничній станції Ехо у Маньчжурії формував генерал Борис Хрещатицький, була сформована перша дивізія, в стадії формування перебували дві інші. |
| Квітень 1919              | Після відповідних домовленостей з генералом Леонідом Вериго було розпочато створення добровольчих формувань «вільного козацтва». |
| Весна 1919                | У Владивостоці було зорганізовано 1-й Український Далекосхідний Ново-Запорізький курінь вільного козацтва (командир – капітан Микитенко). Проте цим новоствореним частинам також бракувало зброї та амуніції. |
| 27—31 травня 1919         | У Владивостоці відбулася Друга сесія Української Далекосхідньої Крайової Ради. Це була перша повна сесія Крайової Ради, на якій були присутніми делегати майже від усіх українських Окружних Рад, в сесії взяли участь представники Владивостоцької, Микольськ-Уссурійської, Іманської, Хабаровської, Свободненської, Забайкальської та Маньчжурської Українських Окружних Рад. |
| 30 травня 1919            | Радою була прийнята Конституція національно-культурної автономії українства на Далекому Сході, (головували – В. Яковенко, Л. Глібоцький, І. Божко). Юрисдикція Конституції поширювалася на терени Забайкальської, Амурської, Приморської, Сахалінської, Камчатської областей та Маньчжурії. |
| Червень 1919              | Відбувається таємна нарада Крайового секретаріату Зеленого Клину, Юрій Мова та інші члени секретаріату прийшли до висновку, що російська влада не дасть українцям створити власної армії для захисту українського населення. Тому було прийнято рішення разом з командиром чеських легіонерів генералом Р. Гайдою оголосити війну О. Колчаку та самостійно приступити до створення партизанських загонів, які повинні були у майбутньому створити кістяк Української армії. |
| 20 червня 1919            | Про плани Крайової Ради стало відомо колчаківській контррозвідці. За наказом губернатора Примор’я генерала С. Розанова було заарештовано вояків українського куреня у Владивостоці та голову Українського Далекосхідного Секретаріату Юрія Глушка-Мову. |
| Липень—грудень 1919       | Українські селяни та вояки створювали загони самооборони та партизанські загони, і під жовто-синьо-зеленими прапорами успішно воювали проти білих аж до остаточного повалення колчаківського режиму. |
| 20 січня 1920             | Голова Читинської окружної ради В. Козак від імені українців Далекого Сходу звернувся до отамана Григорія Семенова з проханням надати їм всю повноту влади на місцях та допомогти організувати Українську армію |
| 31 січня 1920             | Український Революційний штаб, на чолі з Федором Стешком беруть участь у поваленні колчаківського білого уряду у Владивостоці. |
| 29 лютого 1920            | Вояки-українці колишнього 1-го Ново-Запорізького куреня подали до місцевої Військово-Революційної Ради прохання про його відновлення. |
| 15 березня 1920           | Секретаріат провадив підготовку до скликання П'ятого Українського далекосхідного з'їзду який був запланований 20 квітня 1920 року. |
| 11 липня 1920             | Отаман Григорій Семенов видав указ, в якому визнавав за етнічними українцями Зеленого Клину право на національне самовизначення в рамках єдиної Далекосхідної держави українців, козаків і бурятів з наданням кожному народу національно-територіальної автономії. Українцям передавалася вся повнота влади на місцях. |
| Жовтень 1920              | Після визнання Далекосхідною Радою отамана Григорія Семенова головою Далекосхідної держави українці отримали від нього першу підтримку – 14 кг золота та 10 вагонів борошна. Цю допомогу використали на підримку українського національного руху. |
| Жовтень 1920              | Голова Крайового секретаріату Юрій Мова провів низку переговорів з отаманами усурійських козаків, представниками інших «білих» формувань щодо створення єдиного військового фронту для боротьби з більшовиками. |
| 14–21 листопада 1920      | У Владивостоці відбулась Третя сесія Крайової Ради. На ній розглядалося питання про вибори до Установчих Зборів Далекосхідньої Республіки. |
| Листопад 1920             | Далекосхідна Рада доручила генералу Леоніду Вериго сформувати два українські полки у Владивостоці, де розміщувались вищі українські органи влади Зеленого Клину. Вже у перші дні до Української армії записалося 300 добровольців. |
| Листопад 1920-січень 1921 | Упродовж двох місяців вдалося сформувати один полк, казарми якого розташовувались на околиці міста Владивостока (нині – бухта Тиха). Нестача зброї не дозволяла швидко сформувати боєздатні українські частини, часто доводилося відмовляти бажаючим вступити до лав Української армії. |
| Січень 1921               | Більшовицька Військова рада, занепокоєна зростанням українського національного руху, захопила склади зі зброєю та продовольством Української армії. Після цього більшовики стали вимагати від Далекосхідної Ради розпуску її Збройних сил. Не маючи фактично зброї, ні про який серйозний спротив більшовикам не могло бути й мови, і генерал Вериго був змушений підкоритися. |
| 1921                      | Козацький далекосхідний ватажок Юрій Савицький проводить переговори з головою Українського Далекосхідного Секретаріату Юрієм Глушком-Мовою про створення на Далекому Сході козацько-української державності на чолі з отаманом Г. Семеновим. |
| 5 листопада 1922          | Після захоплення Владивостока більшовиками був заарештований Юрій Глушко-Мова разом з групою провідних діячів і активістів українського руху. |

## Харбінський період
| Роки           | Події |
| -------------- | --- |
| 1922           | До Маньчжурії почали прибувати українці із захопленого більшовиками далекосхідного Зеленого Клину, а також з України та Польщі. |
| 1923           | В Маньчжурії почалися перші репресії і від китайської влади, були зачинені українські організації в Маньчжурії, а пізніше навіть конфіскувала майно Харбінського Українського клубу та його дім. |
| 1923           | В Харбіні закрито українську гімназію. |
| 1926           | В Харбіні було засноване товариство «Січ». |
| 1928           | Харбінське товариство «Січ», перейменоване на «Просвіту». |
| 1930           | Харбінська «Просвіта» отримала від центральної «Просвіти» у Львові офіційний дозвіл називатися її відділом. |
| 14 грудня 1930 | На Старому кладовищі в Харбіні зведено українську церкву Покрова Пресвятої Богородиці. |
| 1932           | В Харбіні починає діяти Спілка Української Молоді. |
| 1933           | У Харбіні був відновлений Український Народний Дім |
| 1934           | В Харбіні на правах філії берлінської організації гетьмана Скоропадського була створена Українська військова організація «Січ» (секретар — Роман Барилович). |
| 1934           | В Маньчжурії розгортає свою діяльність Організація українських націоналістів. Харбін відвідав голова ОУН полковник Євген Коновалець. |
| Червень 1935   | У Харбіні був створений координаційний центр під назвою «Українська Національна Колонія». |
| 1937           | Закриття японською військовою владою всіх українських товариств окрім Української Національної Колонії. |
| 1937           | У Харбіні, на основі місцевих пластунських організацій ОУН сформований батальйон «Далекосхідна Січ». |
| 1943           | Батальйон «Далекосхідна Січ» розпущений в зв'язку з поразками тимчасово «союзної» Японії на фронті та припиненням подальшого фінансування. |
| Весна 1944     | Для Української колонії було виділено недалеко Харбіна земельну ділянку під хутір, який отримав назву «Сангарійська Січ». |
| 1945           | Зі знищення Маньчжоу-Ґо радянськими військами всі українські товариства були закриті. Архіви українських організацій у Харбіні керівництво Української національної колонії встигло спалити за день-два до відступу японців; якісь рештки цих архівів з Маньчжурії, за свідченням сучасників, було вивезено до Чити (де з 1922 року чекають вивчення та оприлюднення архівні українські матеріали з Далекосхідної республіки). |